# Метрополітен Ванкувера
Метрополітен Ванкувера (англ. SkyTrain) — система ліній легкого метро у Ванкувері, Канада. Поїзди керуються в автоматичному режимі (без машиністів). Найбільша у світі система швидкісного транспорту з повністю автоматизованим управлінням.